# Newton
Newton [ňútn] je jednotka síly v soustavě SI se značkou N. Jedná se o odvozenou jednotku založenou na základních jednotkách kilogram (kg), metr (m) a sekunda (s). Rozměr v základních jednotkách soustavy SI je kg·m·s−2.
Jednotka je pojmenována po významném fyzikovi Isaacu Newtonovi.

## Definice a další veličiny
Newton je definován následovně: Síla 1 newton je taková síla, která udělí volnému hmotnému bodu o hmotnosti 1 kg zrychlení 1 m·s −2.
To zjednodušeně řečeno znamená, že za jednu sekundu působení takové síly hmotný bod změní (zvýší či sníží) svoji rychlost o jeden metr za sekundu.
Jelikož je newton jednotkou síly, je rovněž jednotkou tíhy (v minulosti váha), tj. síly, kterou je jedno těleso přitahováno ke druhému, typicky Zemi (je dána nejen působením gravitace, ale je ovlivněna také případnou odstředivou silou). Hmota 1 kg poblíž zemského povrchu má tíhu zhruba 9,81 N (±1 % zejména v závislosti na zeměpisné šířce).
Těleso o hmotnosti 102 kilogramů je tedy k Zemi přitahováno silou přibližně jednoho kilonewtonu.

## Některé další od newtonu odvozené jednotky
Od newtonu jsou odvozeny další jednotky: joule jako jednotka práce nebo energie (1 joule je definován jako práce, kterou koná síla 1 N působící po dráze 1 m ve směru pohybu).
Z praktických důvodů (viz níž) se však v energetice častěji používá watthodina (resp. kilowatthodina a její násobky).
Watt jako jednotka výkonu; (1 watt je výkon, při němž se vykoná práce 1 joulu za 1 sekundu).
Z wattu se pak (z čistě praktických důvodů, z fyzikálního hlediska ne úplně šťastně) odvozuje další jednotka pro energii watthodina (resp. častěji kilowatthodina); je definována jako výkon jednoho wattu, který trvá jednu hodinu. Používá se především v energetice.
1 Wh se rovná 3 600 joulů.
Pascal je jednotka tlaku (1 Pa je definován jako síla 1 N působící na plochu 1 m²); je ale taky jednotkou mechanického napětí (např. pevnosti v tahu), u kterého platí 1 N/mm² = 1 MPa.

## Jiné jednotky síly
- Pomocí tíhy tělesa o hmotnosti 1 kg byla definována dřívější jednotka síly kilopond.
- Počátkem 20. století existovala také jednotka stén (sthéne), v soustavě M. T. S. odpovídající 1 kN.